# Psusennes II
Psusennes II (... – 945 a.C.) è stato un faraone della XXI dinastia egizia.

## Biografia
Manetone (secondo Sesto Africano) lo chiama Psusennēs e gli attribuisce un regno di 14 anni. Non sono noti gli eventuali legami di parentela col suo predecessore, Siamon e non è da escludere la possibilità che sia stato legittimato a regnare grazie ad un matrimonio con una rappresentante della famiglia reale.
È molto probabile che sia stato Psusennes II il sovrano interpellato dal principe libico Sheshonq di Herakleopolis (il futuro Sheshonq I) allo scopo di ottenere il permesso per instaurare un culto funebre, ad Abido, in onore di suo padre Nemrod (o Nimlot). Il sovrano, dopo aver personalmente consultato l'oracolo di Amon presso il tempio di Karnak, diede il permesso, confermando anche a Sheshonq l'ereditarietà dei titoli paterni. Questo avvenimento conferma l'importanza ed il potere che detenevano i principi di origine libica.

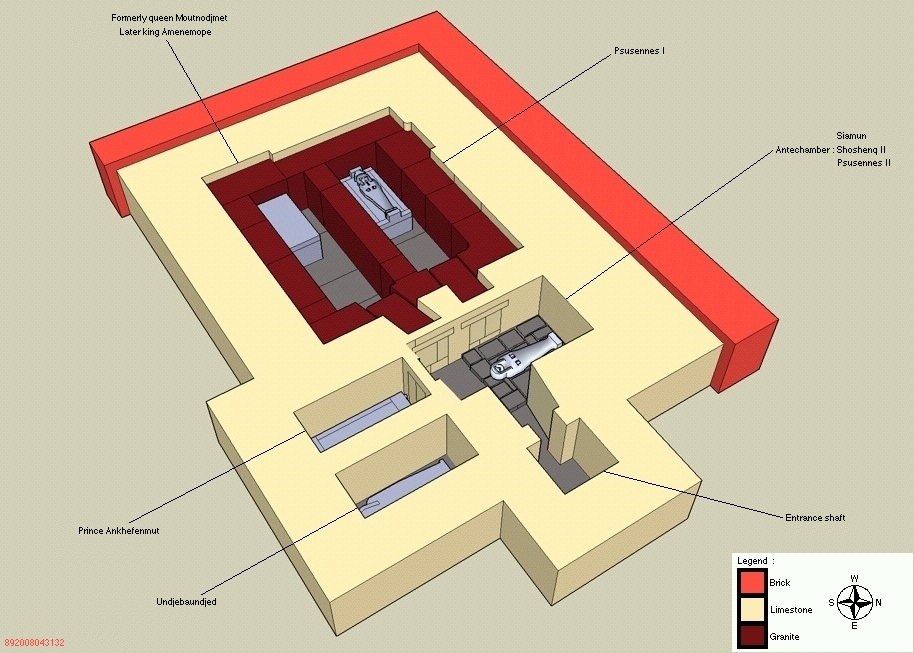
Tomba di Psusennes I (NRT III). Il presunto sarcofago di Psusennes II venne ritrovato nell'anticamera.

Una figlia di Psusennes fu Maatkara, che a Karnak ha lasciato una lunga stele elencante i suoi diritti ereditari. Questa principessa venne data in sposa al figlio del principe Sheshonq, Osorkon (il futuro Osorkon I), rafforzando in questo modo la legittimazione di Sheshonq stesso a salire al trono. Fu infatti lui a succedere a Psusennes, del quale non mancò di onorare la memoria.

Un'altra principessa, sempre figlia di Psusennes, andò in sposa a Salomone, re di Giuda e Israele.
Non si sa dove Psusennes II intendesse essere sepolto, ma potrebbe appartenere a lui un sarcofago reale contenente una mummia, ritrovato nell'anticamera della tomba tanita di Psusennes I (NRT III).

### Sovrapposizione con Psusennes III
La corretta identificazione e collocazione storica di questo sovrano è stata resa più difficile ed anche controversa dall'esistenza di uno Psusennes III tra i Primi Profeti di Amon discendenti da Herihor.

L'egittologo Karl Jansen-Winkeln rileva che in un graffito proveniente dal tempio di Abido è contenuta la titolatura di questo sovrano che è simultaneamente chiamato Primo Profeta di Amon e supremo comandante militare
Questo suggerirebbe che il sovrano sia stato re a Tani e sacerdote a Tebe nello stesso tempo, riunificando di fatto nelle sue mani il controllo su tutto l'Egitto.

## Titolatura
| G5 |

| G5 |

|       |
| \| \| |
|       |
|       |

|  |

|       |
| \| \| |
|       |
|       |

|  |

| G16 |

| G16 |

|  |

| G8 |

| G8 |

|  |

| M23 · X1 | L2 · X1 |

| M23 · X1 | L2 · X1 |

| N5 | D17 | L1 | Z3 | N5 · U21 · n |

| N5 | D17 | L1 | Z3 | N5 · U21 · n |

| N5 | D17 | L1 | Z3 | N5 · U21 · n |

| N5 | D17 | L1 | Z3 | N5 · U21 · n |

| N5 | D17 | L1 | Z3 | N5 · U21 · n |

| N5 | D17 | L1 | Z3 | N5 · U21 · n |

| N5 | D17 | L1 | Z3 | N5 · U21 · n |

| N5 | D17 | L1 | Z3 | N5 · U21 · n |

| G39 | N5 |

| G39 | N5 |

| M17 | Y5 · N35 · N36 | G40 | N14 · N28 | n · O49 |

| M17 | Y5 · N35 · N36 | G40 | N14 · N28 | n · O49 |

| M17 | Y5 · N35 · N36 | G40 | N14 · N28 | n · O49 |

| M17 | Y5 · N35 · N36 | G40 | N14 · N28 | n · O49 |

| M17 | Y5 · N35 · N36 | G40 | N14 · N28 | n · O49 |

| M17 | Y5 · N35 · N36 | G40 | N14 · N28 | n · O49 |

| M17 | Y5 · N35 · N36 | G40 | N14 · N28 | n · O49 |

| M17 | Y5 · N35 · N36 | G40 | N14 · N28 | n · O49 |